# Eduard Bienz
Johann Eduard Bienz (* 10. März 1844 in Therwil; † 12. Oktober 1892 in Basel) war ein Schweizer Lehrer und Turnfunktionär. Sein Wirken war von grossem Einfluss auf Gestaltung und Entwicklung des gesamten Schul- und Vereinsturnwesens der Schweiz.

## Leben und Wirken
Eduard Bienz war der Sohn des Schreiners und Landwirts Johann Georg Bienz und dessen Ehefrau Anna Maria geborene Schweizer. Nach dem Besuch der Schule in Therwyl ging er 1852 an die Realschule, anschliessend an das Realgymnasium und dann an die Gewerbeschule in Basel. Danach studierte Bienz Mathematik und Naturwissenschaften am eidgenössischen Polytechnikum in Zürich. Ab 1864 war er Lehrer für Mathematik und Turnen an der Realschule, der späteren Knabensekundarschule, in Basel, wo er bis zu seinem Lebensende 1892 wirkte.
Bereits frühzeitig engagierte er sich im Vereinsturnen und bei den Turnlehrern in der Schweiz, nachdem er seine turnerische Ausbildung beim deutschen Sportpädagogen Alfred Maul erfahren hatte, der damals in Basel als Turnlehrer und Lehrer der Realfächer in Basel wirkte.
1871 und 1891 war Bienz Präsident des Schweizer Turnlehrervereins (STLVEr). Ferner gehörte er dem Schweizer Turnverein (später Eidgenössischer Turnverein – ETV) an und wurde 1873 in dessen Central-Comitee und 1880 zum Vorsitzenden gewählt. Daneben gab er als Redaktor ab 1889 die «Monatsblätter für das Schulturnen» heraus.

## Ehrungen
Er war Ehrenmitglied zahlreicher kantonaler Verbände.